# Heinrich von Volkach
Heinrich von Volkach (fälschlicherweise auch Heinrich von Volckraht; Heinrich von Voglbach; * um 1310 in Volkach; † 27. Oktober 1359) war von 1352 bis 1359 Weihbischof in Regensburg. Zuvor hatte er den Posten des Priors im Karmelitenkloster Bamberg inne.

## Leben
Die frühen Lebensjahre des Heinrich von Volkach liegen weitgehend im Dunklen. Sicher ist, dass der spätere Geistliche in der unterfränkischen Stadt Volkach geboren wurde. Die Eltern des Heinrich sind in den Quellen nicht erwähnt. Eventuell wurden die Karmeliten der nahen Vogelsburg auf den vielversprechenden Jungen aufmerksam und förderten ihn. Da sie allerdings keine Schule besaßen, schickten sie Heinrich entweder ins Karmelitenkloster St. Barbara in Würzburg oder ins weiter entfernte Bamberg.
Erstmals namentlich genannt wurde Heinrich im Jahr 1333. Er bekleidete zu diesem Zeitpunkt das Amt des Informators im Karmelitenkloster in Bamberg. Als Teil dieser Aufgabe unterrichtete er die Professen und führte sie ins Ordensleben ein. Wahrscheinlich war Heinrich 1333 Student der Philosophie, der unmittelbar vor dem Beginn seines Theologiestudiums stand. Daraus lässt sich schließen, dass Heinrich zu diesem Zeitpunkt etwa 23 Jahre alt war.
Im Jahr 1335 begann Heinrich von Volkach ein Studium an der Hochschule der Karmeliten in Paris. Als Theologiestudent in Paris ist er auch noch 1336 nachgewiesen. Eventuelle Abschlüsse und akademische Grade sind in den Quellen nicht erwähnt. Nach seinem Studium kehrte er nach Bamberg zurück und löste im Jahr 1344 den Prior Bernhard von Wenden ab. Als Prior unterstand Heinrich die Klosterverwaltung, außerdem war er Vorstand des Konventes.
Nach der Beendigung seiner Amtszeit wurde Heinrich vom Orden nach Regensburg versetzt. Der damals amtierende Fürstbischof Friedrich von Zollern nahm sich Heinrich an und erwählte ihn zum Weihbischof. Papst Clemens VI. ernannte Heinrich am 20. Juli 1352 zum Titularbischof von Megara, die Weihe des Neugewählten fand noch im selben Jahr durch Pierre IV. Despres, dem Kardinal von Palestrina, statt.
Als Weihbischof nahm Heinrich einige Kirchweihen vor. So ist für den 21. Oktober 1352 die Benediktion der Wallfahrtskirche Mariä Himmelfahrt in Sossau nahe Straubing überliefert. Ebenso weihte Heinrich am 7. Januar 1358 den Achatiusaltar in der Klosterkirche der Abtei Weltenburg ein. Nach seinem Tod vermachte Heinrich seinem Konvent in Bamberg einige Weinberge im fränkischen Ostheim, das wohl als Astheim nahe seiner Geburtsstadt Volkach zu identifizieren ist. Heinrich starb am 27. Oktober 1359.